# Thaumantis lucipor
Thaumantis lucipor är en fjärilsart som beskrevs av John Obadiah Westwood 1851. Thaumantis lucipor ingår i släktet Thaumantis och familjen praktfjärilar. Inga underarter finns listade i Catalogue of Life.